# Gezicht op Delft (hoorspel)
Gezicht op Delft is een hoorspel van Quentin Ritzen en Gérard Blum. La vue de Delft kreeg in 1966 de Prix Italia. Het werd in 1967 onder de titel Die Ansicht von Delft door de Westdeutscher Rundfunk en op 11 november 1967 als The View of Delft door de BBC uitgezonden. Frits Enk vertaalde het en de NCRV zond het uit op vrijdag 8 november 1968. De regisseur was Johan Wolder. De uitzending duurde 70 minuten.

## Rolbezetting
- Jeroen Krabbé (Jean)
- Harry Bronk (François)
- Wam Heskes (vader)
- Edda Barends (Lilia)
- Corry van der Linden (Marina)
- Frits Thors (nieuwslezer)

## Inhoud
Jean en Lilia bezoeken met elkaar verschillende windstreken van Europa. Waar zij ook vertoeven, hun kuise relatie blijft als het ware gevangen onder het koele heldere noorderlicht dat op de schilderijen van Vermeer van Delft valt door de vensters van stille interieurs. Beiden hebben zij een voorkeur voor deze schilder. Ze pelgrimeren naar het Mauritshuis, dwalen langs de Delftse grachten, zelfs in Italië spelen Vermeers kleurenharmonieën nog door hun verbeelding: "...een tuin vol olijfbomen, waarvan de toppen in het daglicht al zilverachtig glinsterden. Ver in het morgenrood straalde Florence." In een fel contrast met dit rimpelloze geluk staat de wereldtragedie die - het hoorspel speelt tussen de jaren 1938 en '45 - zich voltrekt. Jean en Lilia worden eigenlijk maar weinig beroerd door de gebeurtenissen. Deze onbewogenheid is niet alleen een karaktertrek van Lilia; Jean aardt naar zijn vader die teruggetrokken leeft op een verwilderd landgoed. Levend in een droom voelen Jean en Lilia zich thuis in de wijde pracht van Vermeers "Gezicht op Delft"...